# Горкинский сельский округ (Московская область)
Горкинский сельский округ — упразднённая административно-территориальная единица, существовавшая на территории Ленинского района Московской области в 1994—2006 годах.
Горкинский сельсовет был образован 17 декабря 1960 года в составе Ульяновского района Московской области путём объединения Калиновского и Тарычевского с/с.
1 февраля 1963 года Ульяновский район был упразднён и Горкинский с/с вошёл в Ленинский сельский район. При этом из Горкинского с/с в Колычевский были переданы селение Мещерино и территория санатория № 17. 11 января 1965 года Горкинский с/с был передан в восстановленный Ленинский район.
21 мая 1965 года из Колычевского с/с Подольского района в Горкинский были возвращены селение Мещерино и территория санатория «Ленинские горки».
5 марта 1987 года на территории Горкинского с/с был образован рабочий посёлок Горки Ленинские. При этом он был выведен из состава сельсовета. К рабочему посёлку также были присоединены экспериментальная база «Горки Ленинские», дом-музей В. И. Ленина и школа памяти В. И. Ленина.
3 февраля 1994 года Горкинский с/с был преобразован в Горкинский сельский округ.
23 ноября 1994 года в Горкинском с/о были упразднены деревни Жуково и Петровское.
В ходе муниципальной реформы 2004—2005 годов Горкинский сельский округ прекратил своё существование как муниципальная единица. При этом его населённые пункты были переданы частью в городское поселение Видное, частью в городское поселение Горки Ленинские, а частью в сельское поселение Молоковское.
29 ноября 2006 года Горкинский сельский округ исключён из учётных данных административно-территориальных и территориальных единиц Московской области.